# Runnö
 (mai 2013).
Si vous disposez d'ouvrages ou d'articles de référence ou si vous connaissez des sites web de qualité traitant du thème abordé ici, merci de compléter l'article en donnant les références utiles à sa vérifiabilité et en les liant à la section « Notes et références ».
Runnö est une île de Suède, située dans la mer Baltique, au sein de l’archipel d'Oskarshamn, sur le territoire de la ville d’Oskarshamn et à environ 10 kilomètres au sud-est de l’agglomération d’Oskarshamn elle-même, dans la province du Småland et le comté de Kalmar. La surface de l’île est de 589 hectares et s’y trouve une grande réserve naturelle totalisant 2 385 hectares, (y compris les zones aquatiques). Runnö est la plus grande île de l’archipel et la municipalité d'Oskarshamn. La réserve naturelle, créée en 2009, s’étend non seulement sur Runnö, mais aussi sur les îles voisines de Runnö Rödskär dans le nord-est et Littlö, dans le sud. Runnö fait environ 3,5 kilomètres de longueur et 2,7 kilomètres de largeur, avec une altitude maximale de seulement 10 mètres. Géologiquement, l’île Runnö est composée surtout de grès, une roche détritique.
La population de l’île a culminé en 1885, quand 90 personnes résidaient dans l'île, vivant d’une combinaison de la pêche, de l'agriculture et de l'élevage. L'île a deux petits villages proches l’un de l’autre : Norrgården et Sörgården, qui ne font pas partie de la réserve naturelle. Aujourd’hui, Runnö est principalement un lieu de résidences estivales, une activité de pêche subsistant aussi une partie de l'année. 